# Isolotti di Mursetta
Gli Isolotti di Mursetta sono delle isole disabitate che fanno parte del comune di Calenzana.